# آلانا أوباش
آلانا أوباش (بالإنجليزية: Alanna Ubach) (و. 1975  م) هي عارضة، ومغنية، وممثلة صوت، وممثلة أفلام أمريكية، ولدت في داوني، لوس أنجليس، كاليفورنيا، بدأت مشوارها المهني سنة 1990.

## وصلات خارجية
- آلانا أوباش على موقع IMDb (الإنجليزية)
- آلانا أوباش على موقع قاعدة بيانات الأفلام العربية
- آلانا أوباش على موقع ألو سيني (الفرنسية)
- آلانا أوباش على موقع أول موفي (الإنجليزية)
- آلانا أوباش على موقع قاعدة بيانات الأفلام السويدية (السويدية)
- آلانا أوباش على موقع إن إن دي بي (الإنجليزية)
- آلانا أوباش على موقع قاعدة بيانات الفيلم (الإنجليزية)
- آلانا أوباش على موقع ليتربوكسد (الإنجليزية)
- آلانا أوباش على موقع كينوبويسك (الروسية)